# Čechit
Čechit ist ein sehr selten vorkommendes Mineral aus der Mineralklasse der „Phosphate, Arsenate und Vanadate“ mit der chemischen Zusammensetzung Pb(Fe,Mn2+)[OH|VO4] und damit chemisch gesehen ein Blei-Eisen-Vanadat mit zusätzlichen Hydroxidionen. Bei natürlich entstandenen Čechiten ist allerdings meist ein Teil des Eisens durch Mangan ersetzt (substituiert), jedoch immer im selben Mengenverhältnis zu den anderen Bestandteilen des Minerals.
Čechit kristallisiert im orthorhombischen Kristallsystem und entwickelt meist körnige Massen von wenigen Zentimetern Größe, bestehend aus schwarzen, rauen und gerundeten Kristallen bis etwa drei Millimetern Länge, die nach [001] gestreckt sind. Das Mineral ist in jeder Form undurchsichtig (opak) und zeigt auf den Oberflächen sichtbarer Kristallflächen einen harzähnlichen bis schwach metallischen Glanz.

## Etymologie und Geschichte
Erstmals entdeckt wurde Čechit in alten Abraumhalden der „Grube Alexander“ bei Vrančice im tschechischen Okres Příbram. Die Erstbeschreibung erfolgte 1981 durch Zdeněk Mrázek (1952–1984) und Zdeněk Táborský, die das Mineral nach Geochemiker František Čech (1929–1995) benannten. Dieser war von 1976 bis 1990 Leiter der Abteilung Mineralogie an der Karls-Universität Prag, in der auch Typmaterial des Minerals aufbewahrt wird.
Trotz der in der Erstbeschreibung korrekten Schreibweise des Mineralnamens mit Hatschek entsprechend den Vorgaben zur Mineralbenennung der International Mineralogical Association (IMA) erfolgte die Bekanntgabe des neu anerkannten Minerals 1982 im American Mineralogist zunächst ohne Hatschek in der Form Cechit (englisch Cechite). Die auch in der Fachliteratur uneinheitliche Schreibweise des Namens wurde mit der 2008 erfolgten Publikation „Tidying up Mineral Names: an IMA-CNMNC Scheme for Suffixes, Hyphens and Diacritical marks“ bereinigt.

## Klassifikation
Da der Čechit erst 1980 entdeckt und von der IMA als eigenständiges Mineral anerkannt wurde, ist er in der veralteten 8. Auflage der Mineralsystematik nach Strunz nicht verzeichnet. Einzig im zuletzt 2018 aktualisierten „Lapis-Mineralienverzeichnis“, das sich aus Rücksicht auf private Sammler und institutionelle Sammlungen noch nach dieser klassischen Systematik von Karl Hugo Strunz richtet, erhielt das Mineral die System- und Mineral-Nr. VII/B.27-40. In der „Lapis-Systematik“ entspricht dies der Klasse der „Phosphate, Arsenate und Vanadate“ und dort der Abteilung „Wasserfreie Phosphate, mit fremden Anionen F,Cl,O,OH“, wo Čechit zusammen mit Arsendescloizit, Descloizit, Mottramit und Pyrobelonit die „Descloizit-Gruppe“ mit der System-Nr. VII/B.27 bildet.
Die seit 2001 gültige und von der International Mineralogical Association (IMA) bis 2009 aktualisierte 9. Auflage der Strunz’schen Mineralsystematik ordnet den Čechit ebenfalls in die Abteilung der „Phosphate usw. mit zusätzlichen Anionen; ohne H2O“ ein. Diese ist allerdings weiter unterteilt nach der relativen Größe der beteiligten Kationen und dem Stoffmengenverhältnis der weiteren Anionen zum Phosphat-, Arsenat- bzw. Vanadatkomplex (RO4), so dass das Mineral entsprechend seiner Zusammensetzung in der Unterabteilung „Mit mittelgroßen und meist großen Kationen; (OH usw.) : RO4 = 1 : 1“ zu finden ist, wo es zusammen mit Descloizit, Mottramit und Pyrobelonit die „Descloizit-Gruppe“ mit der System-Nr. 8.BH.40 bildet.
Auch die vorwiegend im englischen Sprachraum gebräuchliche Systematik der Minerale nach Dana ordnet den Čechit in die Klasse der „Phosphate, Arsenate und Vanadate“, dort allerdings in die bereits feiner unterteilte Abteilung der „Wasserfreien Phosphate etc., mit Hydroxyl oder Halogen“ ein. Hier ist er allerdings ebenfalls als Mitglied der „Descloizit-Gruppe“ mit der System-Nr. 41.05.02 innerhalb der Unterabteilung der „Wasserfreien Phosphate etc., mit Hydroxyl oder Halogen mit (AB)2(XO4)Zq“ zu finden.

## Kristallstruktur
Čechit kristallisiert orthorhombisch in der Raumgruppe Pnam (Raumgruppen-Nr. 62, Stellung 6) mit den Gitterparametern a = 7,61 Å; b = 9,44 Å und c = 6,10 Å sowie 4 Formeleinheiten pro Elementarzelle.

## Eigenschaften
Das Mineral ist leicht löslich in Salzsäure (HCl) sowie Salpetersäure (HNO3) (Verdünnung 1:1). Außerdem zeigt Čechit magnetische Eigenschaften.

## Bildung und Fundorte
In seiner Typlokalität, der alten Abraumhalde der „Grube Alexander“ mit Pb-Zn-Ag-Cu-U-Mineralisation trat Čechit in Paragenese mit Calcit, Hedyphan und Hämatit auf. Der bisher einzige weitere bekannte Fundort in Tschechien ist der ebenfalls bei Vrančice liegende Pošepný-Gang, wo im Ausbiss vanadiumhaltige Sekundärmineralien gefunden wurden.
Weitere bisher bekannte Fundorte sind Isallo in der norditalienischen Gemeinde Magliolo, die Grube Maria Magdalena bei Ulldemolins in der katalanischen Provinz Tarragona im Nordosten Spaniens sowie die „Silver Coin Mine“ bei Valmy im Humboldt County von Nevada in den USA.